# Nguyễn Thiện Thành

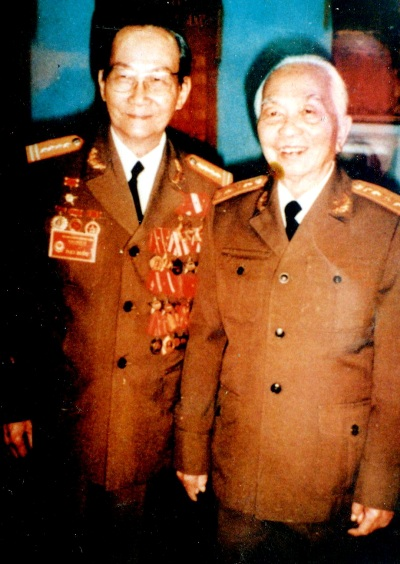
Đại tướng Võ Nguyên Giáp và Đại tá, GS.TS Nguyễn Thiện Thành

Nguyễn Thiện Thành, còn có bí danh là Nguyễn Minh Nhân, Nguyễn Trà Vinh (30 tháng 9 năm 1919 – 8 tháng 10 năm 2013) là một cựu sỹ quan cao cấp Quân đội, hàm đại tá, nguyên Phó Chủ nhiệm quân y, cục Hậu cần Quân giải phóng miền Nam, Thầy thuốc Nhân dân, Giáo sư, trường Đại học Y dược Thành phố Hồ Chí Minh, Anh hùng Lao động.

## Tiểu sử
Ông sinh năm Kỷ Mùi (1919) trong một gia đình có chín anh chị em tại làng Phương Trà, tổng Binh Hóa, Châu Thành, Trà Vinh, nay là xã Phương Thạnh (có nơi ghi xã An Trường), huyện Càng Long, tỉnh Trà Vinh. Cha ông là thầy giáo Nguyễn Văn Thọ dạy tại trường tiểu học Trà Vinh. Mẹ ông là bà Nguyễn Thị Thàng làm ruộng và nội trợ. Vợ ông là bà Dương Thị Minh từng làm y tá chiến trường. Ông là cha ruột của Bí thư Thành ủy Thành phố Hồ Chí Minh, Nguyên Chủ tịch Trung ương MTTQ Việt Nam Nguyễn Thiện Nhân.

### Học vấn
Năm 6 tuổi ông được đi học trường tiểu học Trà Vinh. Sau khi tốt nghiệp tiểu học, ông vào College de My-tho (nay là trường Trung học phổ thông Nguyễn Đình Chiểu (Tiền Giang)) để học tiếp bậc thành chung (tương đương trung học cơ sở ngày nay), rồi vào trường Pétrus Ký (nay là trường Trung học phổ thông chuyên Lê Hồng Phong, Thành phố Hồ Chí Minh) để hoàn tất chương trình tú tài. Ông đạt bằng tú tài hạng ưu, được học bổng du học Pháp nhưng ông từ chối. Ông ra Hà Nội thi vào trường Thuốc (nay là Trường Đại học Y Hà Nội).

### Hoạt động cách mạng[4]
Tốt nghiệp trường Thuốc, bác sĩ Nguyễn Thiện Thành công tác tại Bệnh viện Bạch Mai.
Khi Cách mạng Tháng Tám nổ ra ngày 19 tháng 8 năm 1945, ông tích cực tham gia biểu tình giành chính quyền. Sau đó, ông được bầu vào Hội đồng nhân dân Bệnh viện Bạch Mai.
Tháng 10 năm 1945, ông trở thành bộ đội cụ Hồ tình nguyện tham gia Nam tiến và phụ trách quân y khu V. Tại đây, ông xây dựng đội phẫu thuật phục vụ cho Mặt trận Bô Keo. Sau đó là Đội trưởng Đội phẫu thuật A bảo đảm quân y phía Bắc mặt trận Thừa Thiên Huế.
Năm 1947, bác sĩ Thành được bác sĩ Nguyễn Hữu Nghiệp điều vào chiến trường miền Nam, ông được cử làm Vụ Trưởng Quân y khu IX rồi sau đó giữ chức vụ Trưởng phòng Quân y Phân Liên khu miền Tây Nam bộ.
Đầu năm 1950, trên
đường đi công tác về tỉnh Trà Vinh, không may gặp địch càn quét, bác sĩ Thành bị bắt. Chúng chuyển ông qua khắp nhà lao Trà Vinh, Cần Thơ, Vĩnh Long, Sài Gòn. Tại khám Virgile, từ những sách báo mà ông lính viễn chinh mua giúp, bác
sĩ Nguyễn Thiện Thành bất ngờ đọc được bài báo của H.Vachon đề cập tính hiệu
quả khi áp dụng thực tế phương pháp Filatov. Từ đó, ông để tâm nghiên cứu kỹ
phương pháp này cả trong cơ sở lý luận lẫn thống kê thực nghiệm.
Sau Chiến dịch Biên giới, bác sĩ Thành được Pháp phóng
thích sau khi ta thả Đại tá bác sĩ Quân y Duris. Bác sĩ
Nguyễn Thiện Thành bắt đầu áp dụng phương pháp Filatov trong thực tế điều trị.
Sau đó, nhân kỷ niệm sinh nhật Bác Hồ, ngày 19/5/1951, bác sĩ Thành thuyết
trình khoa học về đề tài ứng dụng phương pháp và học thuyết Filatov trước đông
đảo cán bộ quân y, chiến thương, cán bộ của tỉnh Cần Thơ tại quân y viện Phân
Liên khu miền Tây. Ngày 27/11/1951, phương pháp Filatov chính thức được sử dụng
trong điều trị tại chiến trường miền Tây Nam bộ đem lại những kết quả hết sức khả quan.
Năm 1952, ông trở thành Đảng viên Đảng Cộng sản Việt Nam.
Năm 1954, ông tập kết ra Bắc và ông được Đảng và Nhà nước cử đi nghiên cứu sinh về đề tài học thuyết Pavlov tại Viện hoạt động thần kinh cao cấp của Liên Xô.
Năm 1960, ông bảo vệ thành công luận án Phó Tiến sĩ Y khoa. Ông tiếp tục ở lại Liên Xô thêm một thời gian nghiên cứu thêm về lâm sàng hoạt động thần kinh cao cấp, một lĩnh vực còn rất mới mẻ đối với y học Việt Nam lúc này.
Năm 1964, Phó Tiến sĩ Nguyễn Thiện Thành xung phong trở vào chiến trường miền Nam chiến đấu, vượt biển bằng tàu không số theo tuyến đường Hồ Chí Minh trên biển.
Năm 1967, ông tiếp tục nghiên cứu sâu về đề tài sốt rét bằng sự kết hợp dùng Insulin liều dinh dưỡng với trị liệu Filatov và đường thủy phân bào chế ngay tại chỗ, cung cấp cho cơ thể người bệnh cả Glucose và Fructose. Kể từ năm 1968, ông cùng tập thể bệnh viện K71 hoàn chỉnh phương pháp điều trị bệnh sốt rét ác tính thể đái ra huyết sắc tố.
Năm 1970, Phó Tiến sĩ Nguyễn Thiện Thành được đề bạt làm Phó Chủ nhiệm Quân y Miền kiêm Viện trưởng Viện K71 thuộc Cục Hậu cần Quân giải phóng miền Nam.
Sau năm 1975, Phó Tiến sĩ Nguyễn Thiện Thành được Ban Bí thư Trung ương Đảng quyết định giữ cương vị Uỷ viên Hội đồng bảo vệ Sức khỏe Trung ương kiêm Giám đốc bệnh viện Thống Nhất với trọng trách trong việc chăm sóc và bảo vệ sức khỏe cho cán bộ lãnh đạo trung cấp, cao cấp ở phía Nam và khách quốc tế.
Năm 1980, Phó Tiến sĩ Nguyễn Thiện Thành được Nhà nước phong tặng học hàm Giáo sư, ngay trong đợt phong học hàm đầu tiên của Nhà nước.
Năm 1982, Giáo sư Nguyễn Thiện Thành hợp tác với Xí nghiệp Dược phẩm Trung ương 24 nghiên cứu thành công và đưa vào sản xuất hai loại dược phẩm mới là Kaglutam (Kalium Glutamat) và Spirulina Linavina (tảo Spirualina của Việt Nam) có tác dụng chữa một số bệnh về gan, đồng thời bảo vệ sức khỏe cho người có tuổi.
Năm 1986, trường Đại học Y Dược Thành phố Hồ Chí Minh thành lập bộ môn Tích tuổi học (Lão khoa), đây là lần đầu tiên ở Việt Nam vấn đề bảo vệ, chăm sóc sức khỏe người cao tuổi được đưa vào giảng dạy ở trường đại học thành một bộ môn chuyên biệt. Giáo sư Nguyễn Thiện Thành được làm chủ nhiệm bộ môn. Ông là người chủ yếu xây dựng chương trình giảng dạy, giáo án, giáo trình cho bộ môn này.
Năm 1989, Giáo sư Nguyễn Thiện Thành được Đảng và Nhà nước cho thôi nhiệm vụ Giám đốc Bệnh viện Thống Nhất và Uỷ viên Hội đồng bảo vệ Sức khỏe Trung ương để ông nghỉ hưu. Tuy vậy ông vẫn tập trung nghiên cứu chuyên sâu vào lĩnh vực Tích tuổi học và ông được Bộ Y tế quyết định cử làm Giám đốc Trung tâm tích tuổi học tại Thành phố Hồ Chí Minh.
Hai khóa Quốc hội Việt Nam khoá VI và Quốc hội Việt Nam khoá VII ông về ứng cử tại tỉnh Cửu Long và được nhân dân tỉnh nhà tín nhiệm bầu làm người đại biểu của mình. Tại Quốc hội Việt Nam khoá VI, ông được bầu làm Phó Chủ nhiệm Ủy ban văn hóa xã hội. Tại Quốc hội Việt Nam khoá VII ông được bầu làm Phó Chủ nhiệm Ủy ban Khoa học Kỹ thuật của Quốc hội.
Tháng 11/1997, Giáo sư Nguyễn Thiện Thành được bổ nhiệm làm cố vấn Hội đồng Bảo vệ sức khỏe Trung ương phía Nam. Cùng thời gian này, tại Đại hội toàn quốc Hội Cựu chiến binh Việt Nam, ông cũng được Đại hội tín nhiệm bầu vào Ban Chấp hành nhiệm kỳ đầu tiên (1997-2002).
Đại tá, GS.TS, Thầy thuốc Nhân dân, Anh hùng Lao động Nguyễn Thiện Thành sinh ngày 30/9/1919 tại xã An Trường, huyện Càng Long, tỉnh Trà Vinh. Do tuổi cao, sức yếu, sau một thời gian lâm bệnh  GS.TS Nguyễn Thiện Thành đã từ trần hồi 4 giờ 15, ngày 8/10/2013, hưởng thọ 95 tuổi.
Cuộc đời và sự nghiệp của GS.TS Nguyễn Thiện Thành là một quá trình phấn đấu, cống hiến không biết mệt mỏi cho sự nghiệp cách mạng của dân tộc, cho sự phát triển của ngành y tế Việt Nam.
Tháng 10/1945 sau khi tốt nghiệp bác sĩ tại Đại học Y khoa Đông Dương ở Hà Nội, GS.TS Nguyễn Thiện Thành đã tình nguyện gia nhập quân đội và vào Nam chiến đấu và giữ nhiều cương vị khác nhau như phụ trách Quân y khu 5, Trưởng đoàn phẫu thuật đặc trách phía Bắc mặt trận Thừa Thiên (Khu 4), Vụ trưởng Quân y vụ Khu 9 kiêm Hiệu trưởng Trường Hộ sinh Nam bộ miền Tây...
Tháng 8 năm 1952, GS - TS Nguyễn Thiện Thành vinh dự được kết nạp vào Đảng Lao động Việt Nam; năm 1954, GS làm nghiên cứu sinh tại Viện Thần kinh cao cấp thuộc viện Hàn lâm Khoa học Liên Xô; năm 1960 được giao nhiệm vụ Phó Viện trưởng Viện Nghiên cứu y học quân sự. Đến năm 1964, GS Nguyễn Thiện Thành xung phong vào chiến trường B2 chống Mỹ, giữ chức vụ Phó Chủ nhiệm Quân y B2 kiêm Viện trưởng Quân Y viện K71, đặc trách sức khỏe Quân ủy, Thường vụ Trung ương Cục miền Nam.
Sau ngày miền Nam hoàn toàn giải phóng, GS.TS Nguyễn Thiện Thành được cử giữ các chức vụ: Phó Chủ nhiệm Ủy ban Y tế xã hội Quốc hội (khóa VI); Phó Chủ nhiệm Ủy ban Khoa học Kỹ thuật Quốc hội (khóa VII); Chủ tịch Hội đồng Bảo vệ, Chăm sóc sức khỏe cán bộ Trung ương; Phó Chủ tịch Hội Chữ thập đỏ Việt Nam; Giám đốc Bệnh viện Thống Nhất.
Là người có trình độ chuyên môn sâu, tâm huyết với nghề và hết lòng vì bệnh nhân, một nhà khoa học nghiêm túc với nhiều công trình có tầm cỡ được ứng dụng thiết thực và hiệu quả trong công tác phòng và chữa bệnh cho nhân dân. GS.TS Nguyễn Thiện Thành cũng chính là người đặt nền móng cho việc hình thành và phát triển chuyên ngành Lão khoa của nước ta ngày nay.
GS.TS Nguyễn Thiện Thành đã được Đảng, Nhà nước, quân đội tặng thưởng nhiều phần thưởng cao quý: Danh hiệu Anh hùng Lao động (năm 1985); Danh hiệu Thầy thuốc Nhân dân (năm 1989); Huy hiệu 60 năm tuổi Đảng; cùng nhiều phần thưởng cao quý khác.

### Qua đời
Ông qua đời vào lúc 4 giờ 15 ngày 8 tháng 10 năm 2013 tại nhà riêng nơi ông sống tại khu cư xá Bắc Hải, Quận 10, Thành phố Hồ Chí Minh, chỉ sau khi lễ mừng thượng thọ 95 tuổi mới khép lại được 1 tháng. An táng tại nghĩa trang Thành phố Hồ Chí Minh.

## Danh hiệu
- Anh hùng Lao động (năm 1985)
- Thầy thuốc Nhân dân (năm 1989)
- Huy hiệu 60 năm tuổi Đảng cùng nhiều phần thưởng cao quý khác[7]

## Tưởng nhớ và vinh danh
- Để tri ân những đóng góp của ông Nguyễn Thiện Thành đối với tỉnh Trà Vinh, Trường Trung học phổ thông chuyên Trà Vinh được UBND tỉnh Trà Vinh quyết định mang tên Trường Trung học phổ thông chuyên Nguyễn Thiện Thành (theo Quyết định của UBND tỉnh Trà Vinh ngày 4/9/2014).
- Tại Trà Vinh, có một quỹ học bổng mang tên "Quỹ học bổng ông bà Giáo sư Nguyễn Thiện Thành" được thành lập theo Quyết định số 185/QĐ-UBND ngày 08/02/2010 của Ủy ban Nhân dân tỉnh Trà Vinh. Quỹ học bổng được trao cho học sinh, sinh viên nghèo vượt khó tỉnh Trà Vinh.[8]
- Ngày 31/10/2015, tại Thành phố Hồ Chí Minh tổ chức lễ ra mắt sách "Giáo sư Nguyễn Thiện Thành, người chiến sĩ, người thầy thuốc anh hùng" do Bệnh viện Thống Nhất tổ chức thực hiện và giới thiệu ra mắt nhân kỷ niệm 96 năm ngày sinh của cố Giáo sư, Tiến sĩ Nguyễn Thiện Thành - nguyên giám đốc đầu tiên của Bệnh viện Thống Nhất. Sách do Giáo sư, tiến sĩ, thầy thuốc nhân dân Nguyễn Đức Công - giám đốc Bệnh viện Thống Nhất chủ biên[9]
- Ngày 08/11/2015, UBND tỉnh Trà Vinh long trọng tổ chức lễ công bố nghị quyết của HĐND tỉnh Trà Vinh về đặt tên ông cho đọạn đường có điểm đầu từ cầu Long Bình 2 đến ngã ba quốc lộ 53.[10]
- Tên ông cũng được đặt cho một con đường ở Quận 2 (nay là thành phố Thủ Đức - TP.HCM).